# Please Go Home
Please Go Home är en låt framförd av det brittiska rock'n'roll-bandet The Rolling Stones skriven av gruppens sångare Mick Jagger och gruppens gitarrist Keith Richards. Sången finns med på den brittiska versionen av bandets sjätte album Between the Buttons från 1967 och dök först upp i USA på albumet Flowers som släpptes senare samma år. Låten går i den takt som brukar kallas "The Bo Diddley-beat" och är även rik på ekoeffekter. Brian Jones spelar theremin på inspelningen som är en av gruppens tidiga psykedeliska experiment.